# Lygocoris inconspicuus
Lygocoris inconspicuus är en insektsart som först beskrevs av Knight 1917.  Lygocoris inconspicuus ingår i släktet Lygocoris och familjen ängsskinnbaggar. Inga underarter finns listade i Catalogue of Life.